# (65715) 1992 WV1
1992 دابليو في 1 (ويعرف أيضًا باسم (65715) 1992 دابليو في 1 وفق تسمية الكوكب الصغير) (بالإنجليزية: 1992 WV1)‏ هو كويكب ضمن حزام الكويكبات؛ وترتيبه 65715 من حيث الاكتشاف.
اكتُشف هذا الجُرم الفلكي بواسطة هيروشي كانيدا في 16 نوفمبر 1992.

## وصلات خارجية
- (65715) 1992 WV1 في قاعدة بيانات مختبر الدفع النفاث لأجرام النظام الشمسي الصغيرة

- الاكتشاف · مخطط المدار ·  العناصر المدارية · المعلمات المادية

- (65715) 1992 WV1 على موقع ويكي سكاي: DSS2, SDSS, GALEX, IRAS, Hydrogen α, X-Ray, Astrophoto, Sky Map, Articles and images